# Andrés Rieznik

Foto de 2015 en Diario Z

Andrés Aníbal Rieznik (Buenos Aires, 1 de octubre de 1976) es un doctor en Física y divulgador científico argentino, especialista en neurociencias y comportamiento humano. Se desempeña como profesor en la Universidad Torcuato Di Tella y la Universidad Favaloro y es investigador en el Instituto de Neurociencia Cognitiva y Traslacional (CONICET - Fundación INECO - Universidad Favaloro). Como divulgador, actualmente conduce junto a la bióloga Eugenia López el programa La Liga de la Ciencia, emitido todos los fines de semana por la Televisión Pública Argentina y ganador del Premio Martín Fierro a Mejor Programa Cultural en 2019 y, en el mismo año, del Premio FundTV de Oro. Ha publicado decenas de artículos científicos y libros y ha participado en diversos programas de radio y televisión y en charlas TEDx.

## Biografía
Andrés Anibal Rieznik es hijo del profesor y político argentino Pablo Rieznik y de la doctora en economía Alejandra Herrera. Por parte materna es también nieto de Amílcar Herrera,  geólogo argentino referente de la corriente de pensamiento latinoamericano sobre Ciencia y Tecnología. En 1977, cuando aún no había cumplido un año de vida, su familia se exilió en San Pablo, Brasil, escapando de la dictadura en Argentina, luego de que su padre fuera secuestrado y liberado por el régimen militar.
Permaneció exiliado en Brasil junto a sus padres, su hermana Marina y su hermano Martín hasta el año 1984, cuando luego de la vuelta de la democracia en la Argentina volvió junto a su familia a vivir a Buenos Aires.
En su adolescencia fue militante de la Unión de Juventudes por el Socialismo en el Colegio Nacional Buenos Aires, de cuyo Centro de Estudiantes fue Presidente en 1995. En 1996, a los 19 años de edad, se mudó a Campinas, Brasil, para cursar sus estudios universitarios en el Instituto de Física Gleb Wataghin de la Universidad Estatal de Campinas, donde primero obtuvo su título de grado como Licenciado en Física, y luego sus títulos de Magíster y Doctor, en la misma área. Sus temas de investigación en esos primeros años se relacionaron a la óptica aplicada a las comunicaciones por fibra óptica.
En 2008 volvió a la Argentina como Investigador del CONICET en el Instituto Tecnológico de Buenos Aires y del 2012 al 2015 trabajó en la empresa ARSAT como asesor del Directorio para la Red Federal de Fibra Óptica. En el 2016 se incorporó al Laboratorio de Neurociencias de la Universidad Torcuato Di Tella donde comenzó sus primeras investigaciones sobre comportamiento humano y, en particular, sobre el aprendizaje de la matemática.
En el 2012 estrenó su espectáculo Matemagia en Tecnópolis, donde durante los siguientes 5 años mantuvo varias funciones semanales. Matemagia sigue en cartel hoy en día en Terraza Bar de Paseo La Plaza. En 2014, realizó su primera aparición televisiva como especialista en la ciencia por detrás de las proezas mentales en el programa SuperCerebros, transmitido para toda Latinoamérica por National Geographic.
Conduce desde el 2017 La Liga de la Ciencia por la Televisión Pública Argentina, programa ganador del Premio Martín Fierro a Mejor Programa Cultural en 2019 y, en el mismo año, del Premio FundTV de Oro.  
En el 2017 protagonizó El Niño Rieznik, un biodrama documental dirigido por Vivi Tellas.

## Libros
- Rieznik, A.A. Neuromagia. Colección Ciencia que Ladra, Siglo XXII, 2015.
- Rieznik, A.A. Atletismo Mental. Sudamericana, 2016.
- Rieznik, A.A., Rieznik, T. Retos Asombrosos. Sudamericana, 2018.
- Rieznik, A.A. Tabú. El Gato y La Caja, 2020.

## Publicaciones Destacadas
- El estudio del Dr. Polack: El plasma que (quizá) salve vidas, Revista Gatopardo, 2020.
- Psicomagia, Página 12, 2015.
- Tabú, versión digital, El Gato y la Caja, 2020.